# Supercoppa portoghese 2012 (pallavolo maschile)
La Supercoppa portoghese 2012 si è svolta il 5 ottobre 2012: al torneo hanno partecipato due squadre di club portoghesi e la vittoria finale è andata per la seconda volta consecutiva al Benfica.

## Regolamento
Le squadre hanno disputato una gara unica.

## Squadre partecipanti
| Squadra | Qualificazione                                                    | Ultima partecipazione      |
| ------- | ----------------------------------------------------------------- | -------------------------- |
| Espinho | Finalista Coppa di Portogallo 2011-12                             | ?                          |
| Benfica | Vincitrice Primeira Divisão 2011-12 e Coppa di Portogallo 2011-12 | Supercoppa portoghese 2011 |

## Torneo
| 5 ottobre 2012 Pavilhão Dr. Mário Mexia, Coimbra Durata: 1h:17 - Spettatori: ? | Espinho | 0 - 3 | Benfica | 22-25, 18-25, 16-25 |